# Changjiang Zhongxiayou Pingyuan
Changjiang Zhongxiayou Pingyuan är en slätt i Kina. Den ligger i den östra delen av landet, 900 km söder om huvudstaden Peking.